# No quiero escuchar tu voz
«No quiero escuchar tu voz» es el primer sencillo de la cantante chilena Denise Rosenthal, perteneciente al disco debut El blog de la Feña, banda sonora de la serie homónima. El video llegó a los top 10 de la música chilena y el video se posiciona en el número 01 de los "10 + pedidos".

## Promoción
Canal 13 se encarga de promocionar el sencillo de la cantante alentando a los fanes a que llamen a diferentes radios chilenas.

## Videoclip
Juan Pablo Sánchez es el nombre del director del video No quiero escucha tu voz, el cual Denise "La Feña" sale en un estudio fotográfico, aparece un chico, pero los guardias de "La Feña" lo sacan repetitivamente.

## Recibimientos
La canción tuvo un buen recibimiento por el público, siendo uno de los primeros puestos, colocando a Denise como una cantante prometedora.[cita requerida]